# Dörlinbacher Grund-Münstergraben
Koordinaten: 48° 14′ 31″ N, 7° 53′ 57″ O
Das Naturschutzgebiet Dörlinbacher Grund-Münstergraben liegt auf dem Gebiet der
Stadt Ettenheim und der Gemeinden Ringsheim und Kappel-Grafenhausen im Ortenaukreis in Baden-Württemberg. 
Das aus zwei Teilflächen bestehende Gebiet erstreckt sich östlich des Ettenheimer Ortsteils Ettenheimmünster zu beiden Seiten der Landesstraße L 103. Die nördliche Teilfläche liegt entlang des Dörlingerbachergrundbächles und die südliche Teilfläche entlang des Münstergrabens.

## Bedeutung
Das 34,7 ha große Gebiet steht seit dem 31. Januar 2006 unter der Kenn-Nummer 3.272 unter Naturschutz. Es handelt sich um „drei Wiesentäler am Westrand des Schwarzwaldes östlich von Ettenheimmünster mit vielfältigen Wiesentypen vor allem feuchter bis nasser Prägung – insbesondere Waldbinsenwiesen, Pfeifengraswiesen und Glatthaferwiesen – und dazugehörigen Fließgewässern sowie ihrer Fauna, insbesondere gefährdeten Schmetterlings-, Libellen- und Heuschreckenarten.“